# 臺灣郵政
臺灣郵政是臺灣清治時期由福建臺灣省巡撫劉銘傳於1888年創立的新式郵政服務，於臺北府城設置了「臺灣郵政總局」辦理全臺郵政，比「大清郵政官局」的正式奉准設立（1896年）早了8年。此一新式郵政與傳統郵驛制度與海關郵務的最大不同之處是在於除了官方文書外，也收寄民間信件，並且引進了郵票制度。臺灣郵政創辦後持續營運至乙未割臺，之後臺灣南部曾短暫經營臺灣民主國的獨虎郵政（1895年7月31日－1895年10月19日）；臺灣民主國滅亡後，臺灣的郵政服務正式完全改由臺灣總督府底下的相關部門經營。

## 沿革
創辦前
清朝在臺灣建立的郵驛制度約始自清康熙二十三年（1684年），於各縣設鋪，是一種人力傳遞的方式，初期多由臺灣原住民出身的「麻達」（原指12、13歲到20歲左右的未婚青年）負責傳遞公文。而由於臺灣不產馬匹，且運馬渡臺不便，所以臺灣並沒有設置驛站。依照一般標準，各鋪之間的距離約要在十里左右；但因為清朝在臺灣的行政權力是逐漸擴展的，遞鋪則隨著統治基礎的逐步穩固而設，所以依各地情況不同，遞鋪之間最遠可達到70里。而除了舖遞系統，軍方的汛塘之間也有文書傳遞，可算是一種軍郵。
此外，臺灣民間的郵遞需求，自咸豐年間後會委託「課擔」協助處理。課擔的出現始自咸豐八年（1858年），原是由鹽館指定專運鹽課的民間運輸事業，後來一般商人開始委託課擔順便帶運信件、金錢、匯票等物；後來商人對課擔的信任日益增加，連貨物也委託他們運送，於是課擔便從專運鹽的運輸業者演變成兼營民間郵遞事務的業者。而也是在咸豐年間，清朝開始在臺灣通商口岸設置海關，而臺灣各地海關與清朝其他地區的海關通信皆經由廈門轉遞，不過臺灣各海關彼此間的通信仍仰賴舖遞與日後的臺灣郵政。
同治十三年（1874年）因牡丹社事件來臺督辦軍務的欽差大臣沈葆楨，將原本的舖遞制度改為「站書館」（民站），負責人稱「站書」或「驛書」，負責遞公文的舖兵改稱「跑勇」或「跑兵」，改為雇傭制，需要經人介紹才能登記備傭，其「工食銀」由各站向縣廳衙署支領。各站書館又分為總站（縣廳衙門所在地）、腰站（設於各總站間）、尖站（中午打尖吃飯處）與宿站（供住宿過夜）。
又光緒年間，福建巡撫丁日昌在光緒三年（1877年）左右於臺灣府城（今臺南）設文報局，以與對岸各口岸互寄文報；後來在光緒七年（1881年）時，新任福建巡撫岑毓英又在基隆設文報所，後於該年十一月改為文報局，之後基隆的文報局又遷到臺北府城內。而除了上述正式的文報局外，光緒十年（1884年）的中法戰爭期間，由於臺灣主要的港口遭封鎖，上述二處文報局無法與廈門、福州的文報局聯繫，閩浙總督楊昌濬遂在泉州與鹿港設「道濟公棧」來維持兩岸的文報互通，道濟公棧即為臨時的文報局。
創辦後
清光緒十四年正月三十（1888年2月21日），首任臺灣巡撫劉銘傳發布公告〈臺灣郵政條例十六條〉，並提及將在該年二月初十（1888年3月22日）正式開辦臺灣郵政。此一措施事前並未上報清朝中央，為劉銘傳自行做主開辦；事後劉銘傳僅在光緒十五年（1889年）冬的奏摺中提及其郵政是「仿照外洋郵政辦法，委令道員陳鳴志督辦，自光緒十四年初試辦」，並指出新式郵政傳遞文書效率較舊法要好，且「統計一年需用經費約在一萬兩上下，比較臺防舊章全年需用一萬五、六千兩，實可樽節銀五、六千兩」。
劉銘傳在清光緒十七年三月廿七（1891年5月5日）奉准「因病開缺」離臺後，臺灣郵政仍持續並辦理至清朝對臺灣的統治結束為止。1895年乙未戰爭期間，日本在明治廿八年（1895年）5月21日成立臺灣總督府民政局郵便部，後在8月6日改為臺灣總督府陸軍局郵便部，基層郵務機構為野戰郵便局；而當時的臺灣南部，劉永福依安平關客卿麥嘉林的建議，在永清元年六月十日（1895年7月31日）於安平海關內設郵政局，發行以「溪流虎嘯」為圖案的郵票。而在臺灣民主國宣告滅亡後，全臺灣的郵政正式由臺灣總督府相關部門接手，而郵政事務在隔年4月1日由陸軍局轉交回民政局。

## 郵站體系
在「臺灣郵政總局」之下設有「站」，站又分成總站、正站、腰站與傍站（旁站）。
| 類別     | 數量  | 職掌 | 成員 |
| -------- | ----- | --- | --- |
| 郵政總局 |       | 辦理全臺郵政，收寄民間信件，與對岸各口互換文報。 - 釐訂並修改規章制度 - 印製並發行郵票 - 核定資費 - 核定各站員額及津貼 - 決定新設或裁撤基層郵站 - 書面考核郵務、財務 - 核算收支 | - 督辦（總辦）：負責人，道員級官員擔任。 - 委員：重要幹部，知府、知縣級官員擔任。 - 幕賓 - 司事 - 書識                                                         |
| 總站     | 2     | 為直屬於郵政總局的「正站」，由文報局改制而來，對中國大陸各地仍稱文報局，而除了與各郵站傳遞信件外，仍與對岸各口互寄軍公文件。                                                    | - 委員：負責人，知縣級官員擔任。 - 司事 - 書識 - 跑兵：由當地駐軍派任。                                                                                        |
| 正站     | 15 17 | 除信件的收寄、傳遞與郵票的發售外，也負責對附近腰站的外勤郵務進行稽核，但並未實際管轄腰站。                                                                                      | - 頭目：一名，為主管。 - 書識：又稱站書，處理文書等業務（計收郵資、郵票發售、郵件收寄與封發等），協助頭目分派跑兵業務。 - 跑兵：八名，但視情況可增派一到二名。 |
| 腰站     | 13    | 位於正站之間，僅辦理郵件的接遞工作，不收寄郵件，亦不發售郵票。 | - 頭目：一名，為主管。 - 書識：一名，因腰站業務量較輕，故津貼比正站少。 - 跑兵：四名。                                                                         |
| 傍站     | 13    | 為支線上的郵站，職掌與正站相同 | - 頭目：一名，為主管。 - 書識：一名，待遇同腰站書識。 - 跑兵：四名。                                                                                           |

幹線郵路
幹線郵路自宜蘭縣城開始，北至基隆廳後南經臺北府城，之後途經各城到全臺灣最南的縣城——恆春縣城。
| 站名   | 站別 | 所在行政區（清） | 所在行政區（今）               |
| ------ | ---- | ---------------- | ------------------------------ |
| 宜蘭   | 正站 | 臺北府宜蘭縣     | 宜蘭縣宜蘭市                   |
| 頭圍   | 腰站 | 臺北府宜蘭縣     | 宜蘭縣頭城鎮                   |
| 大里簡 | 腰站 | 臺北府宜蘭縣     | 宜蘭縣頭城鎮                   |
| 頂雙溪 | 正站 | 臺北府基隆廳     | 新北市雙溪區                   |
| 龍潭堵 | 腰站 | 臺北府基隆廳     | 新北市瑞芳區                   |
| 基隆   | 正站 | 臺北府基隆廳     | 基隆市                         |
| 水返腳 | 腰站 | 臺北府基隆廳     | 新北市汐止區                   |
| 臺北   | 總站 | 臺北府淡水縣     | 臺北市                         |
| 桃仔園 | 腰站 | 臺北府淡水縣     | 桃園市桃園區                   |
| 中壢   | 正站 | 臺北府淡水縣     | 桃園市中壢區                   |
| 大湖口 | 腰站 | 臺北府新竹縣     | 新竹縣湖口鄉                   |
| 竹塹   | 正站 | 臺北府新竹縣     | 新竹市                         |
| 維新莊 | 正站 | 臺灣府苗栗縣     | 苗栗縣苗栗市                   |
| 後壠   | 正站 | 臺灣府苗栗縣     | 苗栗縣後龍鎮                   |
| 吞霄   | 腰站 | 臺灣府苗栗縣     | 苗栗縣通霄鎮                   |
| 大甲   | 正站 | 臺灣府苗栗縣     | 臺中市大甲區                   |
| 彰化   | 正站 | 臺灣府彰化縣     | 彰化縣彰化市                   |
| 挖仔街 | 腰站 | 臺灣府彰化縣     | 彰化縣永靖鄉                   |
| 張熙厝 | 正站 | 臺灣府雲林縣     | 約在今雲林縣莿桐鄉、斗六市一帶 |
| 斗六   | 正站 | 臺灣府雲林縣     | 雲林縣斗六市                   |
| 大埔林 | 腰站 | 臺南府嘉義縣     | 嘉義縣大林鎮                   |
| 嘉義   | 正站 | 臺南府嘉義縣     | 嘉義市                         |
| 急水溪 | 腰站 | 臺南府嘉義縣     | 臺南市                         |
| 茅港尾 | 正站 | 臺南府嘉義縣     | 臺南市下營區                   |
| 看西   | 腰站 | 臺南府安平縣     | 臺南市新市區                   |
| 臺南   | 總站 | 臺南府安平縣     | 臺南市中西區一帶               |
| 橋仔頭 | 腰站 | 臺南府鳳山縣     | 高雄市橋頭區                   |
| 鳳山   | 正站 | 臺南府鳳山縣     | 高雄市鳳山區                   |
| 東港   | 腰站 | 臺南府鳳山縣     | 屏東縣東港鎮                   |
| 枋寮   | 正站 | 臺南府鳳山縣     | 屏東縣枋寮鄉                   |
| 楓港   | 正站 | 臺南府恆春縣     | 屏東縣枋山鄉                   |
| 恆春   | 正站 | 臺南府恆春縣     | 屏東縣恆春鎮                   |

支線郵路
- 宜蘭往蘇澳

| 站名   | 站別 | 所在行政區（清） | 所在行政區（今） | 備註       |
| ------ | ---- | ---------------- | ---------------- | ---------- |
| 利澤簡 | 傍站 | 臺北府宜蘭縣     | 宜蘭縣五結鄉     | 在宜蘭南邊 |
| 蘇澳   | 傍站 | 臺北府宜蘭縣     | 宜蘭縣蘇澳鎮     | 終點       |

- 臺北往滬尾

| 站名 | 站別 | 所在行政區（清） | 所在行政區（今） | 備註 |
| ---- | ---- | ---------------- | ---------------- | ---- |
| 滬尾 | 傍站 | 臺北府淡水縣     | 新北市淡水區     | 終點 |

- 大甲往大湖

| 站名   | 站別 | 所在行政區（清） | 所在行政區（今） | 備註                   |
| ------ | ---- | ---------------- | ---------------- | ---------------------- |
| 三叉河 | 傍站 | 臺灣府苗栗縣     | 苗栗縣三義鄉     | 西南接大甲，東北接大湖 |
| 大湖   | 傍站 | 臺灣府苗栗縣     | 苗栗縣大湖鄉     | 終點                   |

- 彰化往罩蘭（今卓蘭）

| 站名   | 站別 | 所在行政區（清） | 所在行政區（今） | 備註                   |
| ------ | ---- | ---------------- | ---------------- | ---------------------- |
| 葫蘆墩 | 傍站 | 臺灣府臺灣縣     | 臺中市豐原區     | 西南接彰化，東北接罩蘭 |
| 罩蘭   | 傍站 | 臺灣府臺灣縣     | 苗栗縣卓蘭鎮     | 終點                   |

- 彰化往埔里社廳

| 站名   | 站別 | 所在行政區（清） | 所在行政區（今） | 備註                                 |
| ------ | ---- | ---------------- | ---------------- | ------------------------------------ |
| 南投   | 傍站 | 臺灣府臺灣縣     | 南投縣南投市     | 西北接彰化，東北接埔里社，東南接集集 |
| 集集   | 傍站 | 臺灣府埔里社廳   | 南投縣集集鎮     | 西北接南投，東北接水裡社             |
| 水裡社 | 傍站 | 臺灣府埔里社廳   | 南投縣水里鄉     | 西南接集集，北接埔里社               |
| 埔里社 | 傍站 | 臺灣府埔里社廳   | 南投縣埔里鎮     | 南接水裡社，西南接南投               |

- 屯番郵路（往臺灣東部）

| 站名   | 站別 | 所在行政區（清） | 所在行政區（今） | 備註                                   |
| ------ | ---- | ---------------- | ---------------- | -------------------------------------- |
| 埤南   | 傍站 | 臺東直隸州       | 臺東縣臺東市     | 西邊與東港或楓港有路線相接，北接北絲鬮 |
| 北絲鬮 | 傍站 | 臺東直隸州       | 臺東縣卑南鄉     | 終點                                   |

## 郵票與郵資
臺灣郵政的郵票分成免費供官方使用的「臺灣郵票」與賣給民間使用的「郵政商票」，而集郵家們常將兩種統稱為「臺灣郵票」或「站票」（站指「郵站」）。而不管是哪一種均是由郵政總局刊印，是以木刻版印製的黑色郵票，使用的紙質為橫紋連史紙或無紋黃竹紙，每張紙可印五張郵票（上下左右中），而每張郵票又分成郵票聯與存根聯，兩聯的騎縫處印有字號一欄，重量、年月日與字號等欄空白，由貼用單位臨時填入。
「臺灣郵票」統一由郵政總局供應給各級行政部門（發至縣、廳級）、軍事機關、特設官司（《大清會典》以外新設者，如礦務局、通商局等）。「臺灣郵票」有兩版，依板模組成可再細分出10多種，兩版的差別在存根聯上，第一版上端只有「根」字，第二版改為「郵票根」。
「郵政商票」會先加蓋各郵站代字，再送交各鎮臺衙門，由鎮臺衙門轉發給各正站與傍站，各站站書簽收，之後負責保管與發售。此外「郵政商票」並不會預先發售，而是寄件人到郵站寄件後，由站書填寫相關資訊，再將存根聯給寄件人，郵票聯貼在郵件上。「郵政商票」上雖未印面額，但每黏一張便收費20文，故實際上是有價憑證。「郵政商票」只有一版，但依板模組成可再細分為3種。
郵資多寡視郵件重量與寄件距離而定，如重量在一兩以內，路程在一站以內（即寄件到下一個正站或傍站），則收費20文，而重量在一兩五錢內，遞程超過一站加收20文，之後依此類推。而傍站因為郵件量少，故費用改為每站票錢30文，一兩以外每五錢加收30文。而如果是要寄到比終點站更遠的地方，每一里加收力錢10文。另外關於重量的計算方式，九錢多直接視為一兩，不滿九錢者視為五錢，不滿四錢則不算，如實際重量一兩九錢視為二兩、實際重量一兩七錢視為一兩五錢、實際重量一兩三錢視為一兩。

### 其他

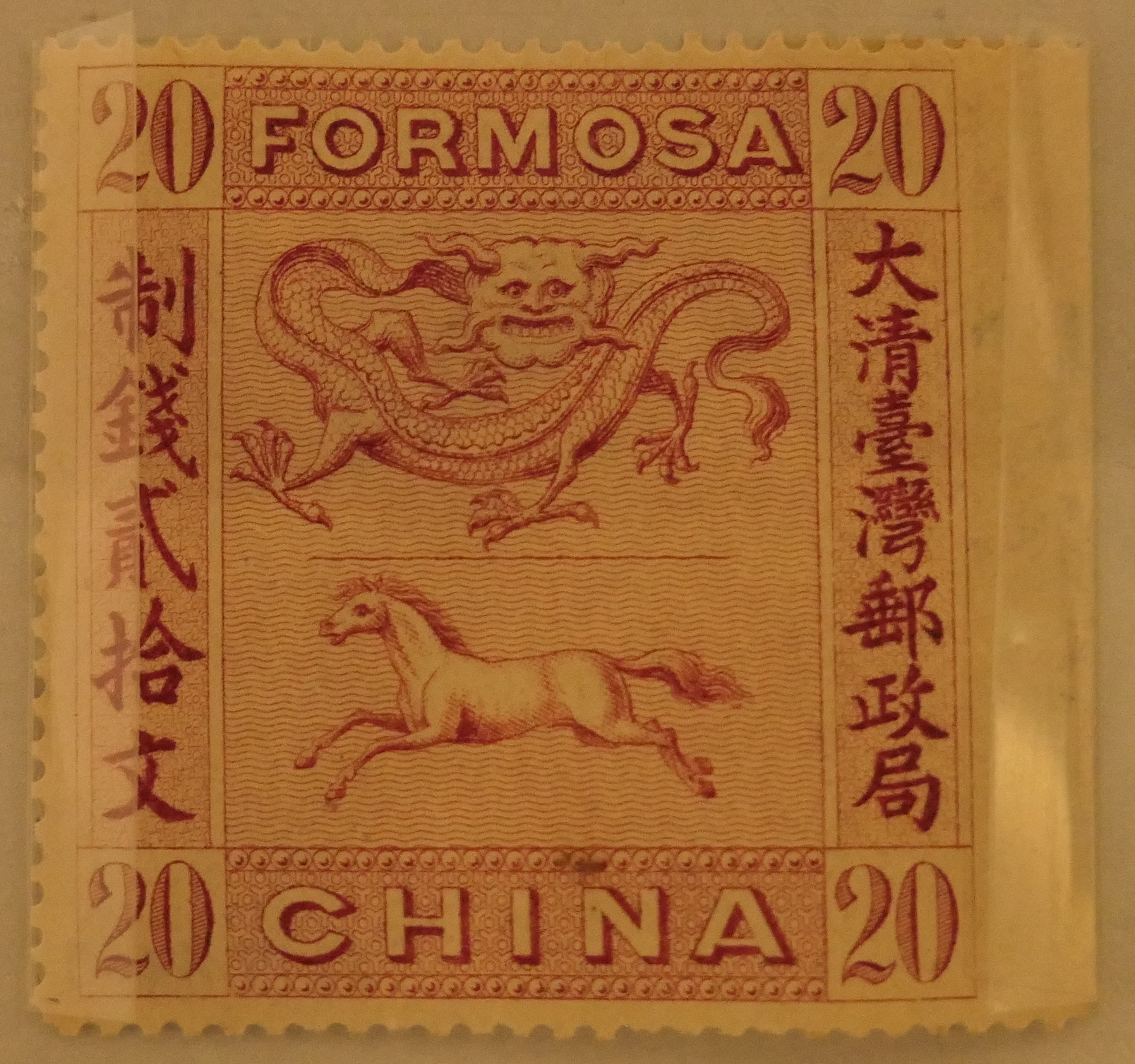
龍馬圖郵票

- 龍馬圖郵票：為1888年向英國倫敦維爾金生公司訂製的郵票，該年7月送至臺灣，但不知何故臺灣郵政並未發行此一郵票，而這些郵票後來變成臺灣鐵路的車票[2][7]。該郵票全套兩枚，僅差在刷色一種是紅色，另一種是綠色，郵票中間是飛龍銀馬圖案，四角是阿拉伯數字「20」，上面邊框寫著「FORMOSA」，下面邊框寫著「CHINA」，右邊邊框寫著「大清臺灣郵政局」，左邊邊框寫著「制錢貳拾文」，用凹版印刷製成，使用的是白色明薄紙，全張枚數有25張[2][7]。
- 小龍加蓋臺灣郵票：是指加蓋了「FORMOSA」或「臺灣郵票」的「海關二次雲龍郵票」，全張40枚，分左右兩格，左格加蓋「FORMOSA」，右格加蓋「臺灣郵票」，面額分成3分銀或5分銀，大多是無齒孔票，僅部分5分銀郵票有齒孔，共有6種，使用紅色油墨加蓋[2]。加蓋者不明，可能是清朝海關郵政或劉銘傳的臺灣郵政所蓋[2]，後因故未發行。